# Raat
Raat (toponimo tedesco) è una frazione del comune svizzero di Stadel, nel Canton Zurigo (distretto di Dielsdorf).

## Storia
Già comune autonomo formato dai nuclei di Oberraat e Unterraat, nel 1798 è stato accorpato al comune di Stadel assieme agli altri comuni soppressi di Schüpfheim e Windlach; nel 1840 ne è stato scorporato, assieme a Schüpfheim, per formare il nuovo comune di Raat-Schüpfheim, che nel 1907 è stato nuovamente accorpato a Stadel.

## Società

### Evoluzione demografica
L'evoluzione demografica è riportata nella seguente tabella:
Abitanti censiti

## Amministrazione
Ogni famiglia originaria del luogo fa parte del cosiddetto comune patriziale e ha la responsabilità della manutenzione di ogni bene ricadente all'interno dei confini della frazione.